# 薛東
薛東（1373年—？），字希震，浙江溫州府永嘉縣人，民籍，明朝政治人物。進士出身。

## 生平
國子生，應天府鄉試第六十八名。建文二年（1400年）庚辰科會試第八十二名，殿試登進士三甲。

## 家族
曾祖薛一夔、祖父薛理，父亲薛德廣。